# Once Upon a Honeymoon
Once Upon a Honeymoon é um filme estadunidense de 1942, do gênero comédia romântica dirigido por Leo McCarey. 

## Sinopse
Um correspondente de rádio tenta resgatar uma garota burlesca americana de seu casamento com um oficial nazista. 

## Elenco
- Cary Grant ...  Patrick 'Pat' O'Toole
- Ginger Rogers ...  Kathie O'Hara
- Walter Slezak ...  Baron Franz Von Luber
- Albert Dekker ...  Gaston Le Blanc
- Albert Bassermann ...  general Borelski